# 도부동물공원
도부동물공원(일본어: 東武動物公園)은 일본 사이타마현에 위치한 동물원이다. 2017년, 애니메이션 케모노 프렌즈가 방영되고 난 이후 콜라보레이션으로 설치된 캐릭터 현판에 관심을 보이던 당시 21세 그레이프라는 이름의 훔볼트펭귄으로 유명해졌다.